# Uranophora entomistis
Uranophora entomistis là một loài bướm đêm thuộc phân họ Arctiinae, họ Erebidae.